# 1927 في فلسطين الانتدابية
أحداث عام 1927 في الانتداب البريطاني على فلسطين.

## أصحاب المناصب
- المفوضية السامية- هربرت أونسلو بلومر.
- أمير شرق الأردن- عبد الله بن الحسين.
- رئيس وزراء شرق الأردن- حسن خالد أبو الهدى.

## الأحداث

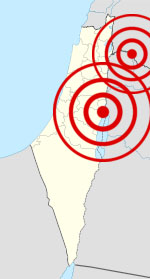
زلزال بقوة 6.2 درجة يضرب منطقتي فلسطين وشرق الأردن

- 1 نيسان/أبريل - كيبوتسات هاشومير هاتزير اتحدت في حركة كيبوتس أرتزي.
- 7 مايو- الجنرال اللنبي يضع حجر الأساس لكنيسة القديس أندرو بالقدس.
- 11 يوليو- زلزال بقوة 6.2 درجة يضرب منطقتي فلسطين وشرق الأردن، مما أسفر عن مقتل ما يقدر بنحو 500 شخص. وقعت آثار شديدة بشكل خاص في القدس ونابلس، ولكن أُبلغ أيضًا عن وقوع أضرار ووفيات في العديد من المناطق الأخرى، بما في ذلك أجزاء من شرق الأردن، ولا سيما بلدة السلط.
- 20 أيلول- إنشاء كيبوتس بيت زيرا في غور الأردن على بعد 15 كلم جنوب طبريا.[1]
- 1 تشرين الثاني (نوفمبر)- تداول الجنيه الفلسطيني، عملة الانتداب البريطاني لفلسطين بين عامي 1927 و1948.

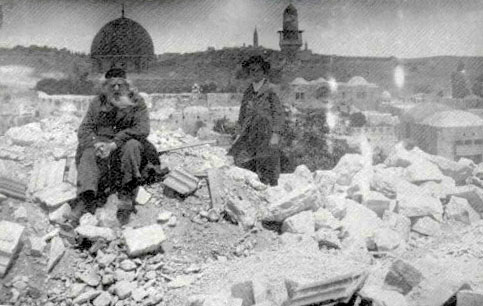
منزل في الحي اليهودي في القدس دمر بالكامل خلال زلزال أريحا عام 1927
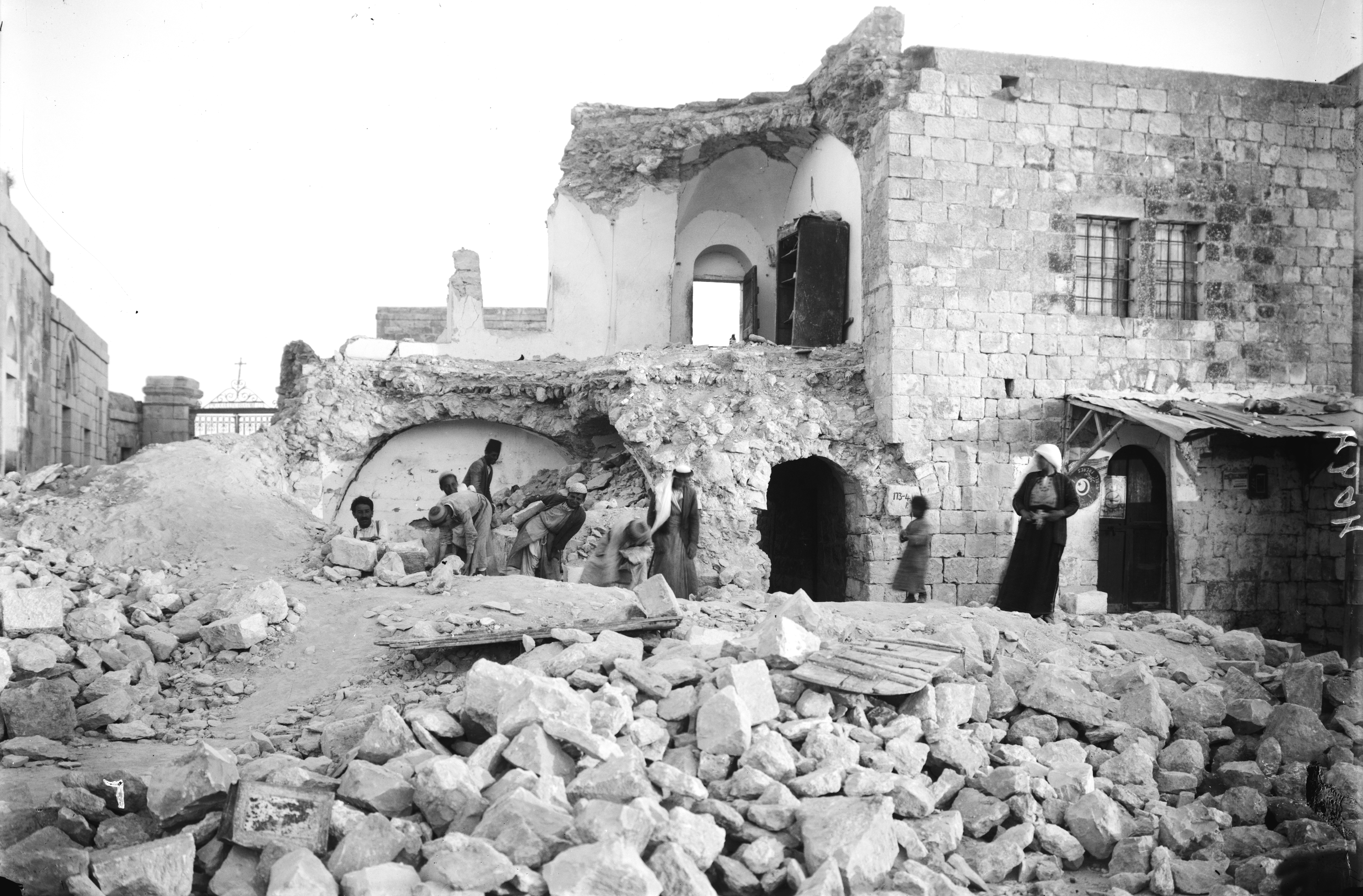
منزل مدمر في جبل الزيتون، 1927
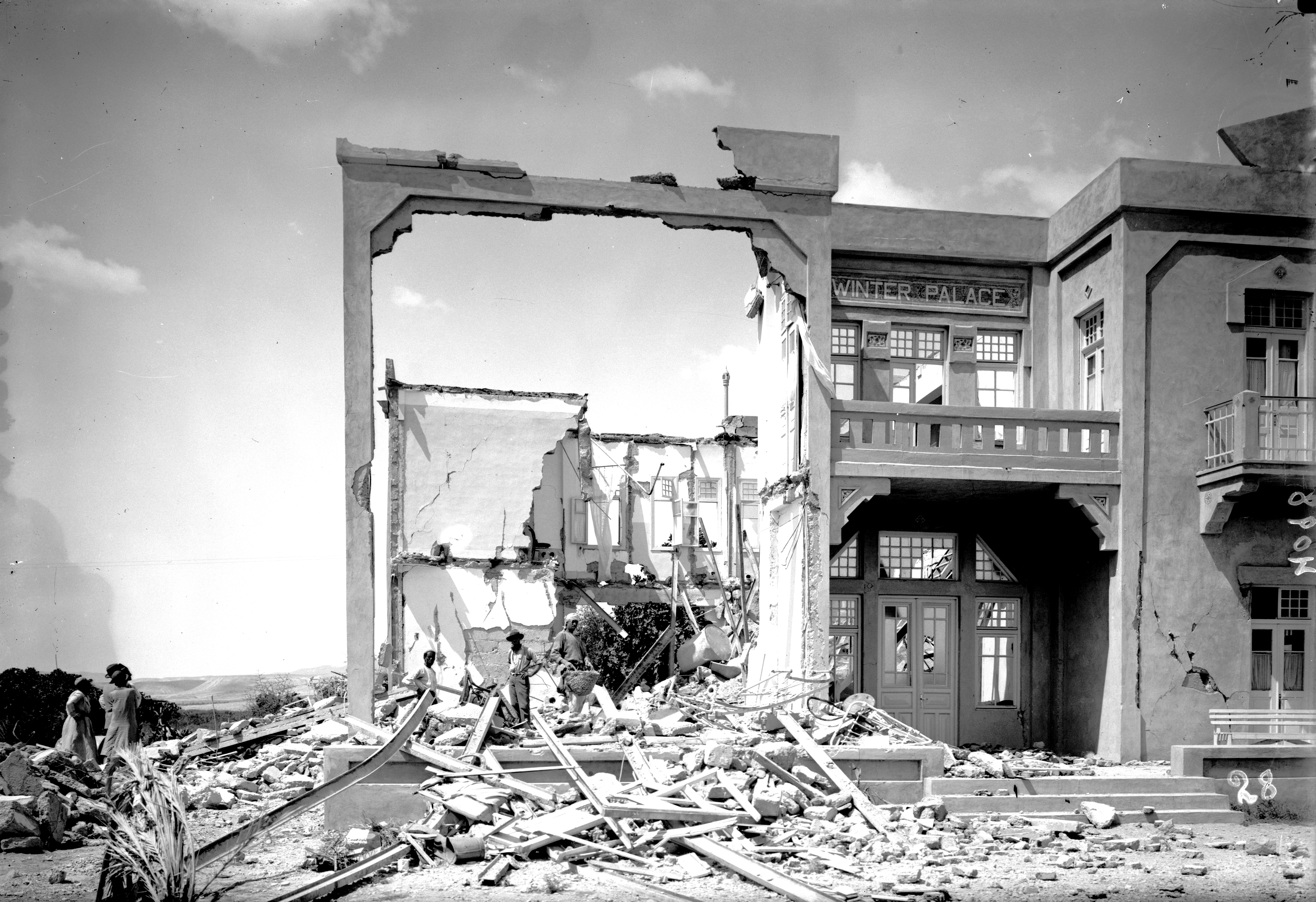
فندق "قصر الشتاء" المدمر في أريحا، 1927

### تواريخ غير معروفة
- تأسيس كيبوتس عين شمر.
- تأسيس كيبوتس شيفاييم.
- تأسيس موشاف هادار، إحدى المجتمعات الأصلية الأربع للزراعة اليهودية التي اندمجت في عام 1964 لتشكيل هود هشارون.

## أبرز المواليد
- 16 كانون الثاني (يناير)- إليعازر بن تصيدا بن يتسحاق، رئيس كهنة سامريين 2004-2010 (توفي عام 2010)
- 25 كانون الثاني (يناير): إسحاق هوفي، الجنرال الإسرائيلي ومدير الموساد (توفي عام 2014).
- 18 فبراير- مايكل هراري، ضابط مخابرات إسرائيلي (توفي عام 2014).
- 2 مارس- دوف بن دوف، قناص رياضي إسرائيلي (توفي 2020).
- 12 آذار (مارس) - إيلعازر غرانوت، سياسي إسرائيلي (توفي عام 2013).
- 30 مارس- جويل سيلبيرج، مخرج وكاتب سيناريو إسرائيلي (توفي عام 2013).
- 20 نيسان/أبريل- عمر العقاد، مستثمر فلسطيني سعودي، فاعل خير (توفي 2018).
- 1 مايو - تمار بورنشتاين لازار، مؤلفة كتب الأطفال ومعلمة (توفي عام 2020).
- 2 مايو - آموس كنعان، كاتب عمود إسرائيلي ورسام ونحات وكاتب مسرحي وروائي (توفي عام 2009).
- 6 مايو - دانيال روسوليو، سياسي إسرائيلي (توفي عام 2005)
- 7 أيار - جوزيف أغاسي، أكاديمي إسرائيلي
- 28 مايو - سالومون كوهين ليفي، مهندس مدني إسرائيلي ورجل أعمال عقاري (توفي 2018)
- 6 حزيران/يونيو الصحفي الإسرائيلي بوعز إيفرون (توفي 2018).
- 16 حزيران / يونيو - يعقوب هودوروف حارس مرمى كرة قدم إسرائيلي (توفي عام 2006).
- 8 تموز- زيفي تسافريري ضابط عسكري إسرائيلي (توفي عام 1956).
- 4 آب - نعومي بولاني، مخرجة موسيقية إسرائيلية، ومخرجة مسرحية، ومغنية ومنتجة، وممثلة وراقصة.
- 5 أكتوبر - مئير فينشتاين، مقاتل إرغون وأحد أولي هاجاردوم (توفي عام 1947)
- 21 أكتوبر - يوفال إليزور، صحفي ودبلوماسي ومؤلف إسرائيلي
- 3 تشرين الثاني (نوفمبر)- ييكوتيل آدم، جنرال إسرائيلي (توفي عام 1982)
- 11 تشرين الثاني (نوفمبر) إيلاد بيليد، جنرال إسرائيلي
- 29 كانون الأول (ديسمبر): يهوشوا جليزر، لاعب كرة قدم إسرائيلي (توفي عام 2018)
- التاريخ الكامل غير معروف
  - أهارون دفيدي، جنرال إسرائيلي، عضو مؤسس في لواء المظليين (توفي 2012)
  - يعقوب هيروتي محام إسرائيلي وناشط يميني ومتشدد
  - رؤوفين هيلمان، رياضي إسرائيلي (توفي عام 2013)
  - سعيد المراغة، عربي فلسطيني عضو سابق في منظمة التحرير الفلسطينية ومؤسس حركة فتح الانتفاضة.[2]
  - داود تركي ، شاعر شيوعي وناشط سياسي عربي إسرائيلي ، أدين بالخيانة بعد اكتشاف أنه يترأس منظمة تجسس وتخريب واسعة النطاق. (توفي عام 2009)

## الوفيات

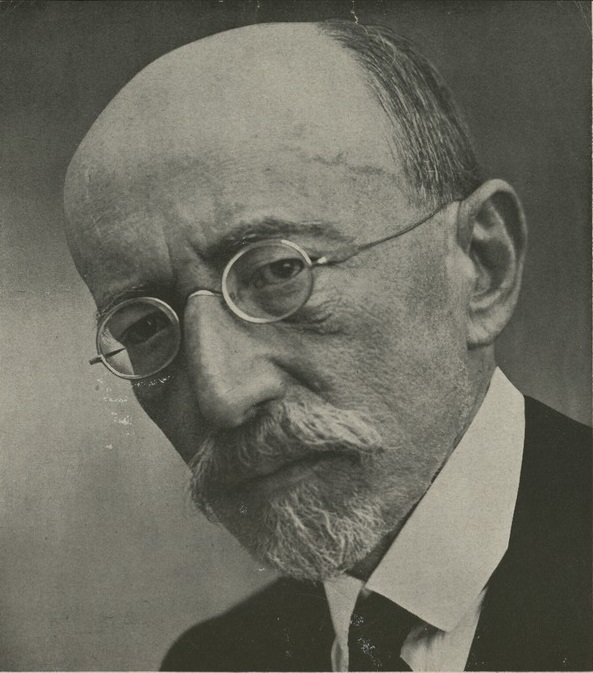
آحاد هعام

- 2 كانون الثاني (يناير) - تُوفي آشر تسفي هيرش جينسبيرغ (أحد هام) (مواليد 1856)، كاتب مقالات عبرية روسية (أوكرانيا) وأحد المفكرين الصهاينة، المعروف باسم مؤسس الصهيونية الثقافية.